# Et maintenant, on l'appelle El Magnifico
Pour plus de détails, voir Fiche technique et Distribution.
Et maintenant, on l'appelle El Magnifico (titre original : E poi lo chiamarono Il Magnifico) est un film italo-franco-yougoslave réalisé par E.B. Clucher, sorti en 1972.

## Synopsis
Sir Thomas Moore, un pied tendre, est envoyé dans l'Ouest américain en espérant devenir un homme, mais il préfère la poésie aux coups de feu et la bicyclette au cheval. Un jour, il se frotte au gunman Morton qui convoite sa fiancée...

## Fiche technique
- Titre original : E poi lo chiamarono El Magnifico
- Réalisation : E.B. Clucher
- Scénario : E.B. Clucher
- Directeur de la photographie : Aldo Giordani
- Montage : Eugenio Alabiso et Enzo Ocone
- Musique : Guido et Maurizio de Angelis
- Production : Alberto Grimaldi
- Genre : western spaghetti, action, comédie
- Pays :  Italie /  France /  Yougoslavie
- Durée : 118 minutes
- Date de sortie :
  -  Allemagne de l'Ouest : 28 septembre 1972
  -  France : 23 août 1973
  -  États-Unis : 1er mai 1974

## Distribution
- Terence Hill (VF : Dominique Paturel) : Sir Thomas Fitzpatrick Philip Moore dit « Tom »
- Gregory Walcott (VF : Claude Bertrand) : Bull Schmidt
- Yanti Somer : Candida Olsen
- Dominic Barto (VF : Jacques Balutin) : Macaque (Monkey en VO) Smith
- Harry Carey Jr. (VF : Francis Lax) : Révérend Holy Joe
- Enzo Fiermonte (VF : Jean Violette) : Frank Olsen
- Danika la Loggia : Iris
- Riccardo Pizzuti (VF : Jacques Thébault) : Morton Clayton
- Jean Louis (VF : Jacques Richard) : Liguett, le surveillant de la prison
- Pupo de Luca (VF : Philippe Dumat) : le directeur de la prison
- Alessandro Sperli : Tim
- Salvatore Borgese : Cacciatore di Taglie
- Steffen Zacharias : Stalliere
- Mike Monty

## Autour du film
- Avec ce film, Terence Hill délaisse son image de pistolero à la fine gâchette pour jouer ici un personnage plus instruit et plus distingué qui apprend seulement à se défendre et à manier le revolver et ce contre sa volonté.
- Le film, censé se passer dans l'Ouest américain, fut tourné en réalité en Yougoslavie.
- Harry Carey Jr. avait joué le père de Trinita et Bambino dans On continue à l'appeler Trinita, du même Enzo Barboni. Quant à Salvatore Borgese, il jouera avec le duo Terence Hill-Bud Spencer notamment dans Pair et impair et Salut l'ami, adieu le trésor.
- Bien que Bud Spencer ne soit pas dans le film, celui-ci a cependant tourné parallèlement un autre western : Amigo, mon colt a deux mots à te dire. Par ailleurs, Gregory Walcott fait ici office de remplaçant comme malabar de service (bénéficiant en prime de la voix de Claude Bertrand dans la version française).

## Réception
Lors de sa sortie, le film fut un échec cuisant aussi bien en France qu'en Italie.